# هام-سو-وارسبرگ
هام-سو-وارسبرگ (به فرانسوی: Ham-sous-Varsberg) یک کمون در فرانسه است که در Canton of Boulay-Moselle واقع شده‌است.

## خصوصیات
هام-سو-وارسبرگ ۶٫۵۳ کیلومترمربع مساحت و ۲٬۷۰۷ نفر جمعیت دارد و ۲۲۰ متر بالاتر از سطح دریا واقع شده‌است.